# Chặng đua MotoGP Áo 2020
Chặng đua MotoGP Áo 2020 (tên chính thức 2020 myWorld Motorrad Grand Prix von Österreich) là chặng đua thứ 4 của mùa giải MotoGP 2020. Chặng đua được tổ chức ở trường đua Red Bull Ring, Áo từ ngày 14 đến 16 tháng 08 năm 2020. Người chiến thắng là Andrea Dovizioso của đội đua Ducati.

## Diễn biến chính

### Race-1:
Tay đua giành pole là Maverick Vinales nhưng anh bị tụt lại rất sâu sau pha xuất phát. Còn người vượt lên dẫn đầu là Jack Miller. Những vòng sau đó thì Miller lần lượt bị Pol Espargaro và Andrea Dovizioso vượt mặt.
Ở vòng 9 đã xảy ra tai nạn nghiêm trọng giữa Franco Morbidelli và Johann Zarco, cả hai đều bị ngã và hai chiếc xe văng rất mạnh về phía trước, suýt va trúng Maverick Vinales và Valentino Rossi. Sự cố này khiến cuộc đua phải tạm dừng. Johann Zarco bị phạt xuất phát từ pitlane ở chặng đua tiếp theo GP Styria.

### Race-2:
Miller một lần nữa thi đấu rất sung ở những vòng đầu của race-2. Anh là người dẫn đầu, nhưng giống như race-1, tay đua người Úc lại bị Andrea Dovizioso khuất phục. Dovizioso có được chiến thắng đầu tiên trong mùa còn Miller cán đích thứ 3. Người về nhì là Joan Mir của đội Suzuki.
Mặc dù đã giành được chiến thắng nhưng sau cuộc đua Dovizioso vẫn quyết định chia tay Ducati.  Còn ngôi đầu bảng vẫn thuộc về Fabio Quartararo với 67 điểm.

## Kết quả
Đây là kết quả Race-2 của cuộc đua:
| Stt                                                | Số xe | Tay đua           | Xe      | Lap | Thời gian       | Xuất phát | Điểm |
| -------------------------------------------------- | ----- | ----------------- | ------- | --- | --------------- | --------- | ---- |
| 1                                                  | 4     | Andrea Dovizioso  | Ducati  | 20  | 28:20.853       | 4         | 25   |
| 2                                                  | 36    | Joan Mir          | Suzuki  | 20  | +1.377          | 6         | 20   |
| 3                                                  | 43    | Jack Miller       | Ducati  | 20  | +1.549          | 2         | 16   |
| 4                                                  | 33    | Brad Binder       | KTM     | 20  | +5.526          | 17        | 13   |
| 5                                                  | 46    | Valentino Rossi   | Yamaha  | 20  | +5.837          | 12        | 11   |
| 6                                                  | 30    | Takaaki Nakagami  | Honda   | 20  | +6.403          | 10        | 10   |
| 7                                                  | 9     | Danilo Petrucci   | Ducati  | 20  | +12.498         | 13        | 9    |
| 8                                                  | 20    | Fabio Quartararo  | Yamaha  | 20  | +12.534         | 3         | 8    |
| 9                                                  | 27    | Iker Lecuona      | KTM     | 20  | +14.117         | 16        | 7    |
| 10                                                 | 12    | Maverick Viñales  | Yamaha  | 20  | +15.276         | 1         | 6    |
| 11                                                 | 41    | Aleix Espargaró   | Aprilia | 20  | +17.772         | 14        | 5    |
| 12                                                 | 51    | Michele Pirro     | Ducati  | 20  | +23.271         | 22        | 4    |
| 13                                                 | 38    | Bradley Smith     | Aprilia | 20  | +24.868         | 20        | 3    |
| 14                                                 | 73    | Álex Márquez      | Honda   | 20  | +24.943         | 18        | 2    |
| 15                                                 | 35    | Cal Crutchlow     | Honda   | 20  | +27.435         | 15        | 1    |
| 16                                                 | 53    | Tito Rabat        | Ducati  | 20  | +28.502         | 21        |      |
| 17                                                 | 6     | Stefan Bradl      | Honda   | 20  | +28.609         | 19        |      |
| Ret                                                | 42    | Álex Rins         | Suzuki  | 10  | Accident        | 8         |      |
| Ret                                                | 44    | Pol Espargaró     | KTM     | 8   | Collision       | 5         |      |
| Ret                                                | 88    | Miguel Oliveira   | KTM     | 8   | Collision       | 11        |      |
| Ret                                                | 21    | Franco Morbidelli | Yamaha  | 0   | Did not restart | 7         |      |
| Ret                                                | 5     | Johann Zarco      | Ducati  | 0   | Did not restart | 9         |      |
| Fastest lap: Álex Rins (Suzuki) – 1'24.007 (lap 7) |       |                   |         |     |                 |           |      |
| OFFICIAL MOTOGP RACE REPORT                        |       |                   |         |     |                 |           |      |

Nguồn: Trang chủ MotoGP

## BXH sau chặng đua
|   | Stt | Tay đua          | Điểm |
| - | --- | ---------------- | ---- |
|   | 1   | Fabio Quartararo | 67   |
| 2 | 2   | Andrea Dovizioso | 56   |
| 1 | 3   | Maverick Viñales | 48   |
| 1 | 4   | Brad Binder      | 41   |
| 2 | 5   | Valentino Rossi  | 38   |

|   | Stt | Xưởng đua | Điểm |
| - | --- | --------- | ---- |
|   | 1   | Yamaha    | 81   |
| 1 | 2   | Ducati    | 67   |
| 1 | 3   | KTM       | 57   |
| 1 | 4   | Suzuki    | 44   |
| 1 | 5   | Honda     | 37   |

|   | Stt | Đội đua                      | Điểm |
| - | --- | ---------------------------- | ---- |
|   | 1   | Petronas Yamaha SRT          | 98   |
|   | 2   | Monster Energy Yamaha MotoGP | 86   |
| 1 | 3   | Ducati Team                  | 76   |
| 1 | 4   | Red Bull KTM Factory Racing  | 60   |
| 2 | 5   | Team Suzuki Ecstar           | 50   |